# This Girl's in Love with You
This Girl's in Love With You är ett musikalbum av Aretha Franklin som lanserades i januari 1970 på Atlantic Records. Skivan innehåller mestadels covers och hennes versioner av The Beatles "Eleanor Rigby" och The Bands "The Weight" blev framgångsrika singlar i USA. Franklin bidrog med en originalkomposition till skivan, balladen "Call Me" som även den släpptes som singel. När albumet släpptes var det första gången som Beatles-låten "Let It Be" blev tillgänglig för den allmänna publiken. Gruppens egen version kom ut på singel först i mars 1970.
Låten "Share Your Love with Me" tilldelades en Grammy i kategorin för "Bästa R&B-framförande av en kvinna".

## Låtlista
1. "Son of a Preacher Man" (John Hurley, Ronnie Wilkins) - 3:19
2. "Share Your Love with Me" (Al Braggs, Deadric Malone) - 3:21
3. "The Dark End of the Street" (Chips Moman, Dan Penn) - 4:42
4. "Let It Be" (John Lennon, Paul McCartney) - 3:33
5. "Eleanor Rigby" (Lennon, McCartney) - 2:38
6. "This Girl's In Love With You" (Burt Bacharach, Hal David) - 4:00
7. "It Ain't Fair " (Ronnie Miller) - 3:22
8. "The Weight" (Robbie Robertson) - 2:59
9. "Call Me" (Aretha Franklin) - 3:57
10. "Sit Down and Cry" (Clyde Otis, Lou Stallman) - 3:52

## Listplaceringar
- Billboard 200, USA: #17[1]
- Billboard R&B Albums: #2